# سپاه امام سجاد هرمزگان

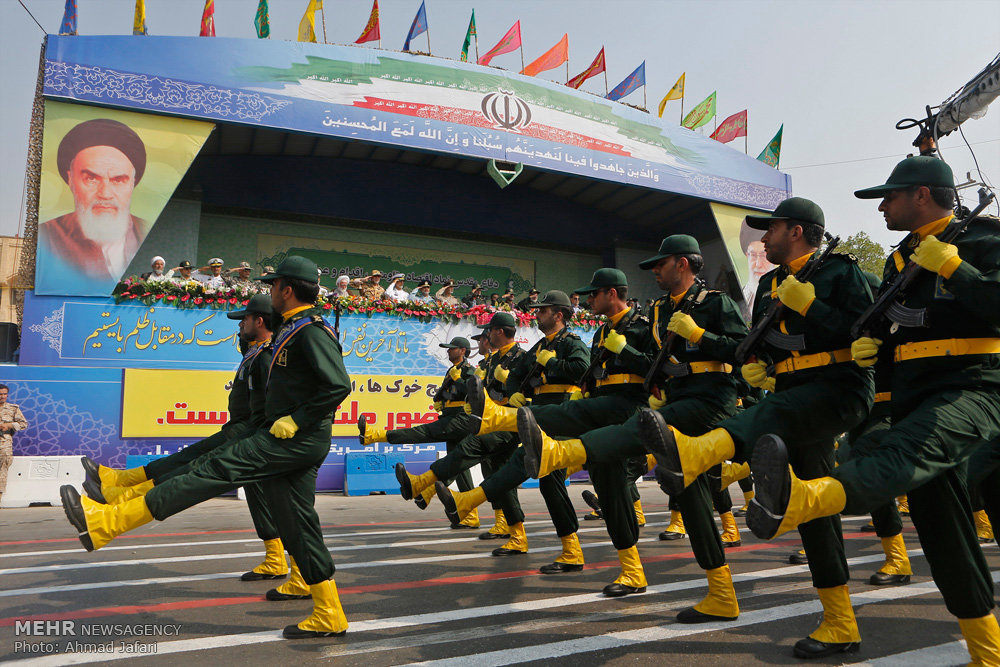
رژه نیروهای سپاه امام سجاد هرمزگان در سالگرد جنگ ایران و عراق در سال ۱۳۹۵، بندرعباس

سپاه امام سجاد هرمزگان یگان نظامی زیرمجموعه سپاه پاسداران انقلاب اسلامی است، که ستاد فرماندهی آن در شهر بندرعباس مستقر می‌باشد و وظیفه فرماندهی و کنترل کلیه یگان‌های سپاه و بسیج مستقر در استان هرمزگان را برعهده دارد. مهم‌ترین یگان‌های زیرمجموعه این سپاه، تیپ ۳۴ امام سجاد از نیروی زمینی سپاه، منطقه یکم دریایی صاحب‌الزمان ندسا، منطقه پنجم دریایی امام باقر ندسا و منطقهٔ موشکی سلمان عاصف از نیروی دریایی سپاه و ۱۳ سپاه ناحیه‌ای (نواحی بسیج شهرستان‌های استان) همچون سپاه بندرعباس، سپاه بندر لنگه، سپاه کیش، سپاه قشم و سپاه ابوموسی می‌باشند. در حال حاضر سرتیپ‌دوم پاسدار اباذر سالاری فرماندهی سپاه امام سجاد هرمزگان را برعهده دارد.